# Проституция на Кубе
Проституция на Кубе официально является незаконной, однако при этом также существует законодательство в отношении и сутенеров, сексуальной эксплуатации несовершеннолетних и порнографии. Секс-туризм существовал в стране как до, так и после Кубинской революции 1959 года. Многие кубинцы не считают эту практику аморальной. На кубинском сленге женщины-проститутки называются Jineteras, а мужчины-проститутки - Jineteros или Pingueros. Эти термины буквально означают «жокей» или «всадник», а в просторечии «сексуальный жокей» и подразумевают сексуальный контроль во время полового акта. Эти термины также имеют более широкое значение «хастлер» и относятся к хинетерам, ряду незаконной или полулегальной экономической деятельности, связанной с туризмом на Кубе. Стереотип хинетера —представлена как афрокубинская женщина из рабочего класса. Как правило, иностранные туристы, желающие купить секс на острове, предпочитают проституток чернокожих и представителей смешанной расы. По оценкам ЮНЭЙДС, в стране насчитывается 89 000 проституток.
Торговля людьми с целью сексуальной эксплуатации является проблемой в стране.

## История

### Колониальный период
Куба, и в частности Гавана, часто ассоциировалась с проституцией в глазах иностранцев. С конца шестнадцатого века и далее Гавана была портом захода трансатлантических парусных судов и развивала экономику, обслуживающую потребности моряков и пассажиров. Во времена экономического спада на сахарных плантациях Карибского моря рабовладельцы выставляли рабынь на городской рынок в качестве проституток или отправляли рабынь в качестве проституток для экипажей судов. Быстро увеличивающееся городское население Гаваны в середине девятнадцатого века в результате бурного роста табачной промышленности привело к тому, что колониальные власти переместили проституток на окраины города. По испанским законам рабы имели право покупать себе свободу, и некоторые из рабов, работающих в домашних хозяйствах Гаваны, использовали проституцию как способ сбора денег для этой цели. Отмена рабства в 1886 году и три освободительные войны Кубы против Испании привели к миграции значительного числа афро-кубинских рабочих в Гавану в поисках жилья и работы. После этого последовала общественная дискуссия о взаимосвязи между демографическими изменениями в городе и уровнем проституции в городе. Проститутки Гаваны использовали псевдонимы, чтобы защитить свою личность и рекламировать свои личные качества или навыки. Попытки регулировать проституцию в конце девятнадцатого века возникли в результате опасений по поводу сифилиса среди солдат. После испано-американской войны были попытки создать «зону толерантности», фактически районы красных фонарей для коммерческого секса. В то время в Гаване было около 200 зарегистрированных борделей. Культурные и литературные источники свидетельствуют о существовании проституток-мужчин в этот период. Однако официально они не были классифицированы как проститутки, а рассматривались как преступники, виновные в содомии.

### Независимость
В 1913 году президент Марио Гарсиа Менокаль объявил о дерегулировании Кубы, заявив, что регулируемая проституция «несовместима с … духом свободы, который правит нашей страной». В первой половине 20-го века Гавана считалась и изображалась как «публичный дом Карибского моря». Проституция в 1920-х годах Куба была настолько процветающим бизнесом, что министр внутренних дел приложил усилия, чтобы «решить проблему проституции». Число проституток в Гаване увеличилось с 4000 в 1912 году до 7400 в 1931 году. К концу 1950-х годов в Гаване действовало около 270 борделей, в которых проститутками работали более 11 500 женщин. Городская площадь Plaza del Vapor функционировала как крупный рынок проституции. Описания борделей обычно появлялись в туристических путеводителях, и там были секс-шоу и живые порнографические театры, такие как театр «Шанхай» и кабаре «Токио». Английский писатель Грэм Грин в своей автобиографии «Пути побега» описал: «Шанхайский театр, где за один доллар двадцать пять центов можно было увидеть крайнее непристойное обнаженное кабаре с самыми голубыми фильмами в перерывах». Американский журналист Дэвид Детцер писал: «Бордели процветали. Вокруг них выросла крупная промышленность; правительственные чиновники получали взятки, полицейские собирали деньги на защиту. Можно было увидеть проституток, стоящих в дверных проемах, прогуливающихся по улицам или прислонившихся из окон». Бордели, казино и ночные клубы все больше контролировались организованной преступностью, базирующейся в Соединённых Штатах. Туризм стал вторым по величине источником иностранной валюты Кубы, который ежегодно посещают около 350 000 человек, а бордели и бары Гаваны обслуживают американцев, приезжающих на экскурсии по выходным. Кубинские проститутки также работали на военно-морской базе США в Гуантанамо. Секс-индустрия на Кубе в 1950-е гг. была основана прежде всего на предоставлении сексуальных «услуг» чернокожими женщинами и женщинами смешанной расы преимущественно белым североамериканским мужчинам. Он опирался на традицию экзотизации кубинских женщин смешанной расы, которая зародилась в трудах кубинских писателей, художников и поэтов-мужчин.

### После революции
После кубинской революции 1959 года новое правительство рассматривало проституток как жертв коррумпированного иностранного капитализма и рассматривало проституцию как «социальную болезнь», продукт дореволюционной капиталистической культуры Кубы, а не преступление. В 1961 году сутенерство было объявлено вне закона. Сама по себе проституция оставалась законной, но правительство при содействии Федерации кубинских женщин попыталось обуздать ее. Были открыты медицинские клиники для медицинских осмотров, а также программы реабилитации сутенеров и программы перевоспитания для бывших проституток. Перепись секс-индустрии, проведенная в 1961 году, выявила 150 000 проституток и 3 000 сутенеров. Войска совершили набег на районы красных фонарей Гаваны и собрали сотни женщин, сфотографировали их и сняли отпечатки пальцев, а также потребовали от них пройти медицинский осмотр. Женщинам, желающим бросить проституцию, были предложены учебные курсы и предложены рабочие места на заводе. В результате официально проституция на Кубе была ликвидирована, и эта ситуация сохранялась на протяжении трех десятилетий. Транзакционный секс продолжался в этот период, и некоторые женщины вступали в отношения с мужчинами с высоким статусом в обмен на лучший доступ к потребительским товарам. Во время «Революционного наступления» 1968 года было заявлено, что частные ночные клубы и бары были убежищем для проституции. Большинство оставшихся на острове частных предприятий было национализировано. В 1970-х некоторые женщины независимо предлагали секс в отелях Гаваны в обмен на потребительские товары, но проституция оставалась крайне ограниченной до начала 1990-х..

### Особый период
После распада Советского Союза в 1991 году Куба пережила экономическую депрессию, вызванную потерей доходов от торговли с Советским Союзом. В этот особый период вновь появились элементы рыночного капитализма в кубинской экономике, и снова появилась проституция. Потребность в иностранном капитале привела к двойной экономике. Обладание долларами США стало основным путем к процветанию, а проституция была средством, используемым многими женщинами для их получения. Развитие кубинской туристической индустрии привело к тому, что доход от проституции во много раз превысил заработную плату специалистов в стране, а женщины с университетским образованием обратились к долларовой проституции в туристическом секторе. Молодые женщины начали продавать секс туристам в стиле, который напоминал секс-туризм, установившийся в Юго-Восточной Азии, а кубинские проститутки начали одеваться так, чтобы их профессия стала понятной. Писатель британского происхождения Пико Айер сообщил в 1994 году, что «проституция, которая была едва заметна (хотя бы из соображений безопасности) пять лет назад, сейчас стала пандемией: туристические отели заполнены кубинскими подростками, красящими губы детскими мелками". Проституция широко и открыто практиковалась в туристических районах, и полиция в целом терпела ее, поскольку она приносила стране доход. В некоторых случаях проституция рассматривалась как возможный путь к лучшей жизни через брак и эмиграцию.
В 1995 году была введена новая экономическая политика, ознаменовавшая худший экономический период страны. Финансовые потребности были основной мотивацией для людей, занимающихся проституцией в то время, и Куба приобрела репутацию «Карибского Таиланда». Однако кубинская ситуация имела некоторые отличия от других развивающихся стран. Проститутки на Кубе не работают в тяжелых условиях, алкоголь и наркомания не являются путями к проституции, и люди не продаются в проституцию своими семьями. Джулия О'Коннелл Дэвидсон в своей статье 1996 года «Секс-туризм на Кубе» отметила, что «на Кубе нет сети публичных домов, нет организованной системы проституции в барах: на самом деле участие третьих лиц в организации проституции - редкость».. В женской литературе все чаще упоминается тема проституции, а кубинские театры начали ставить иностранные пьесы о проституции. Проституция также стала появляться в кубинских фильмах, выступая в качестве метафоры крушения социалистической системы и продажи острова иностранным туристам и инвесторам. Проституток часто представляли индивидуалистичными, жадными, ленивыми женщинами. Секс-работники, работающие по принципу «мужчина-мужчина», известные как хинетера или pingueros, появились в особый период и были значительной частью развивающейся кубинской гей-сцены, когда права ЛГБТ на Кубе начали развиваться.
Попытки правительства ограничить проституцию начались в 1998 году и продолжаются с тех пор. В 2004 году проституток все еще можно было увидеть в Гаване после захода солнца за пределами основных туристических отелей, некоторых дискотек и баров или автостопом по шоссе Малекон. Одетые в откровенную одежду, они предлагали туристам или приглашали их в ночные клубы, где можно было бы более осторожно предлагать деньги за секс. Однако к 2007 году проституция значительно сократилась и больше не практиковалась открыто и широко в туристических районах.

## Детская проституция
Случаи детской проституции были зарегистрированы в течение Особого периода, и последующие расследования, проведенные иностранными журналистами, сообщили о случаях детской проституции, клиентура которой была в основном секс-туристами. Кубинские законы запрещают сексуальную эксплуатацию девочек и мальчиков в возрасте до 15 лет, и осужденные могут быть приговорены к тюремному заключению сроком до 30 лет или к смертной казни при наличии отягчающих обстоятельств.

## Торговля людьми
Куба является страной происхождения и назначения для взрослых и детей, ставших жертвами торговли людьми в целях сексуальной эксплуатации. Торговля детьми и детский секс-туризм происходят на Кубе. Кубинские власти сообщают, что подростки в возрасте от 13 до 20 лет наиболее уязвимы для торговли людьми в стране. Торговцы также подвергают кубинских граждан торговле людьми в целях сексуальной эксплуатации в Южной Америке, странах Карибского бассейна и США. Торговцы людьми вербуют кубинских граждан, обещая работу за границей, предоставляя поддельные контракты и иммиграционные документы за определенную плату, а затем принуждая этих людей заниматься проституцией для выплаты этих долгов. Правительство сообщило о жертвах торговли людьми в целях сексуальной эксплуатации на Кубе.
В определении торговли людьми с целью сексуальной эксплуатации в Уголовном кодексе торговлю людьми с целью сексуальной эксплуатации объединяет проституцию и сутенёрство. Закон предусматривает уголовную ответственность за побуждение к проституции или получение выгоды от нее, но рассматривает силу, принуждение и злоупотребление властью или уязвимостью как отягчающие обстоятельства, а не как неотъемлемую часть преступления. Эти положения предусматривают наказания в размере от четырех до 10 лет лишения свободы с более суровыми наказаниями для соучастников государственных чиновников.
Управление Государственного департамента США по мониторингу и борьбе с торговлей людьми причисляет Кубу к «контрольному списку уровня 2».

## СПИД
СПИД, который контролировался с помощью мер общественного здравоохранения, начал расти в 1990-х годах. В начале десятилетия людей с вирусом ВИЧ помещали в карантин. В период с 1986 по 1998 год в общей сложности 1980 человек получили положительный тест в стране, и еще 3879 человек были обнаружены с вирусом в период с 1998 по 2004 год. Согласно источникам ООН, раннему обнаружению вируса способствовали бесплатные клиники первичной медицинской помощи в стране. Из-за санкций США против Кубы страна не могла покупать медицинские товары в США, но ученые-медики на Кубе синтезировали некоторые из противовирусных препаратов, используемых для лечения ВИЧ / СПИДа, и они были предоставлены пациентам бесплатно. В 2004 году в стране было тринадцать санаториев для больных СПИДом, и пребывание в одном из них от трех до шести месяцев было обязательным для всех, кто инфицирован ВИЧ. В то время, по данным Всемирной организации здравоохранения, уровень инфицирования составлял менее 0,1 процента населения, что было самым низким показателем в Западном полушарии, одной шестой в США и намного ниже, чем во многих соседних странах. Кампания по просвещению общественности в школах, на телевидении и радио пропагандирует использование презервативов и информирует людей о том, как передается ВИЧ. Кроме того, государственные субсидии на презервативы (как отечественные, так и импортные) означают, что профилактические цены остаются очень низкими. Проституция не считается основным фактором распространения СПИДа, и лишь небольшое количество людей, поступающих в санатории, были бывшими проститутками. Низкий уровень инфицирования и относительно невысокая цена секса сделали остров популярным среди иностранцев как место для секс-туризма. Еще одним стимулом является отсутствие социальной стигмы, связанной с одинокими туристами-мужчинами, посещающими Кубу, по сравнению с более известными направлениями секс-туризма в Таиланде и Камбодже.